# Baku Cup 2014
Baku Cup 2014 - жіночий тенісний турнір, що проходив на кортах з твердим покриттям. Це був 4-й за ліком турнір. Належав до Туру WTA 2014. Відбувся в Баку (Азербайджан). Тривав з 21 до 27 липня 2014 року.

## Очки і призові гроші

### Розподіл очок
| Дисципліна       | П   | Ф   | ПФ  | ЧФ | 1/8 | 1/16 | Q   | Q2  | Q1  |
| Одиночний розряд | 280 | 180 | 110 | 60 | 30  | 1    | 18  | 12  | 1   |
| Парний розряд    | 280 | 180 | 110 | 60 | 1   | Н/Д  | Н/Д | Н/Д | Н/Д |

### Розподіл призових грошей
| Дисципліна       | П       | F       | ПФ      | ЧФ     | 1/8    | 1/16   | Q2     | Q1   |
| Одиночний розряд | $43,000 | $21,400 | $11,500 | $6,175 | $3,400 | $2,100 | $1,020 | $600 |
| Парний розряд    | $12,300 | $6,400  | $3,435  | $1,820 | $960   | Н/Д    | Н/Д    | Н/Д  |

## Учасниці основної сітки в одиночному розряді

### Сіяні пари
| Країна          | Гравчиня             | Рейтинг1 | Сіяна |
| --------------- | -------------------- | -------- | ----- |
| Румунія         | Сорана Кирстя        | 29       | 1     |
| Україна         | Еліна Світоліна      | 35       | 2     |
| Словаччина      | Магдалена Рибарикова | 37       | 3     |
| Японія          | Курумі Нара          | 38       | 4     |
| Сербія          | Бояна Йовановські    | 40       | 5     |
| Австрія         | Івонн Мейсбургер     | 42       | 6     |
| Велика Британія | Гезер Вотсон         | 57       | 7     |
| Словаччина      | Яна Чепелова         | 71       | 8     |

- 1 Рейтинг подано станом на 14 липня 2014

### Інші учасниці
Нижче наведено учасниць, які отримали вайлдкард на участь в основній сітці:
- Ксенія Гайдаржи
- Унс Джабір
- Назрін Джафарова

Нижче наведено гравчинь, які пробились в основну сітку через стадію кваліфікації:
- Нігіна Абдураїмова
- Катерина Бондаренко
- Весна Долонц
- Еґуті Міса
- Данка Ковінич
- Ольга Савчук

### Відмовились від участі
До початку турніру
- Мона Бартель
- Клара Коукалова
- Ч Шуай

### Знялись
- Алісон ван Ейтванк (хвороба шлунково-кишкового тракту)

## Учасниці основної сітки в парному розряді

### Сіяні пари
| Країна     | Гравчиня           | Країна  | Гравчиня            | Рейтинг1 | Сіяна |
| ---------- | ------------------ | ------- | ------------------- | -------- | ----- |
| Грузія     | Оксана Калашникова | Україна | Ольга Савчук        | 130      | 1     |
| Словаччина | Жанетта Гусарова   | Польща  | Клаудія Янс-Ігначик | 145      | 2     |
| Румунія    | Ралука Олару       | Ізраїль | Шахар Пеєр          | 191      | 3     |
| Ізраїль    | Юлія Глушко        | Австрія | Сандра Клеменшиц    | 222      | 4     |

- 1 Рейтинг подано станом на 14 липня 2014

### Інші учасниці
Нижче наведено пари, які отримали вайлдкард на участь в основній сітці:
- Тамарі Чалаганідзе /  Nazrin Safarova
- Олександра Корашвілі /  Тереза Мартінцова

### Відмовились від участі
- Франческа Ск'явоне (травма лівої ноги)

## Переможниці та фіналістки

### Одиночний розряд
- Еліна Світоліна —  Бояна Йовановські, 6–1, 7–6(7–2)

### Парний розряд
- Олександра Панова /  Гезер Вотсон —  Ралука Олару /  Шахар Пеєр, 6–2, 7–6(7–3)